# Карлигу Маре (Бузау)
Карлигу Маре (рум. Cârligu Mare) насеље је у Румунији у округу Бузау у општини Глодеану-Силиштеа. Oпштина се налази на надморској висини од 74 m.

## Становништво
Према подацима из 2002. године у насељу је живело 439 становника, од којих су сви румунске националности.